# Девини кули
Девини кули (на македонска литературна норма: Девини Кули) е крепост, съществувала през късната античност и средновековието, разположена край поречкото село Девич, Северна Македония.

## Местоположение
Крепостта е на 75 m над реката Треска на 596 m надморска височина, на 1 km югоизточно от село Девич. Реката обгражда крепостта от три страни, като тя е достъпна единствено от запад, през тясно седло, на което от стария път Скопие – Брод се отделя път към Прилеп.

## Легенди
Според местната легенда в кулите живееле две от четирите сестри на Крали Марко – Дева и Пешна. Първата живеела в кулата, която била най-силната в целия регион, а втората в твърдината на входа на пещерата Пешна.

## Антични остатъци
В античността на гребена е изградено укрепено рударско селище – най-голямото в Поречието и видимо икономическо и административно средище на региона. Под средновековната стена има остатъци от късноантична стена с хоросан. На южния склон и в източното подножие, до реката е имало неукрепено предградие с площ от 3 ha. Находките от античността са еленистична, римска и късноантична керамика, еленистични и римски монети, като най-късните са от VI век. Открито е и голямо количество сгур от топено желязо и олово.

## Средновековни остатъци
Запазената крепост според характеристиките на градежа датира в XIII – XIV век. Градежът е плочест, армиран с многобройни дървени греди (сантрачи). Укрепеното пространство е с размери 160 х 52 m (0,7 ha) и е разделено с напречна стена на два дяла. В центъра на крепостта има главна кула (донжон) с размери 8 x 8,5 m, запазена на височина от 5 m. В западния дял е имало врата, защитавана от издадена кула и с две стражарски къщи от вътрешната страна. Кула е имало и в източната част, а тази в южното подножие на рида е запазена и до днес. През нея се влиза в предградието, оградено с каменен зид без хоросан. До последната кула има църква с керамодекорация от XIV век, която има частично запазен барабан на главния купол и минимални остатъци от живопис.
Предградието е с размери от 2,5 ha и в него са запазени останки от къщи, парчета средновековна керамика, клинове, ножове и други, много желязна сгур и парчета необработено желязо. Забележителни са частта от бронзов кръст – енколпион, пръстен от X – XII век, медни скифати от XIII век (български и латински имитации), сръбски сребърени монети от XIV век.
Средновековният град, наречен Девич, наследява античния като най-добре укрепен пункт в Поречието. Изграден е след сръбското завоевание в края на XIII или в XIV век. Тогава рударството получава силно развитие и градът е икономически център на региона. След османското завоевание рударството замира и административният център на областта е преместен на юг в Брод. Самият град Девич не се споменава в османски документи, което означава, че е изчезнал.

## Галерия
- Изглед към източната кула
- Изглед към източната кула
- Изглед към източната кула
- Изглед към средновековната църква от югозапад
- Изглед към средновековната църква от югоизток
- Вътрешността на средновековната църква
- Вътрешността на средновековната църква
- Стената на Девини Кули от вътрешна страна
- Археологически находки от Девини кули край Девич, експонат в етнографския музей в Джепчище